# Buriticupu
Buriticupu est une ville brésilienne de l'ouest de l'État du Maranhão. Elle se situe par une latitude de 04° 20' 45" sud et par une longitude de 46° 24' 03" ouest. Sa population était estimée à 66 326 habitants en 2006. La municipalité s'étend sur 2 545 km2.

## Maires
| Période | Période | Identité                   | Étiquette | Qualité |
| ------- | ------- | -------------------------- | --------- | ------- |
| 2009    | 2012    | Antonio Marcos de Oliveira | PDT       |         |